# Citipati
 Citipati  ist eine Gattung theropoder Dinosaurier aus der Gruppe der Oviraptorosauria, aus der Oberkreide der Mongolei. Es handelte sich um einen großen Oviraptoriden mit einem auffälligen Schädelkamm.
Diese Gattung wurde mit der Art (Typusart) Citipati osmolskae im Jahr 2001 erstbeschrieben. Möglicherweise gibt es eine weitere Art, die jedoch noch nicht benannt ist und als Citipati sp. geführt wird.
Wie verwandte Gattungen zeigte Citipati einen kurzen und tiefen Schädel mit zahnlosen, zu einem Schnabel geformten Kiefern. Vermutlich handelte es sich um einen Pflanzen- oder Allesfresser. Verschiedene gut erhaltene Skelette machen Citipati zu einem der am besten bekannten Oviraptoriden.

## Funde und Namensgebung
Citipati stammt aus Schichten der Djadochta-Formation im mongolischen Aimag Ömnö-Gobi, die sich auf das mittlere Campanium (vor etwa 80 bis 76 Millionen Jahren) datieren lassen. Die Djadochta-Formation beinhaltet eine der reichhaltigsten bekannten Theropoden-Faunen des gesamten Mesozoikums, wobei die Oviraptoriden zu den häufigsten Funden gehören.

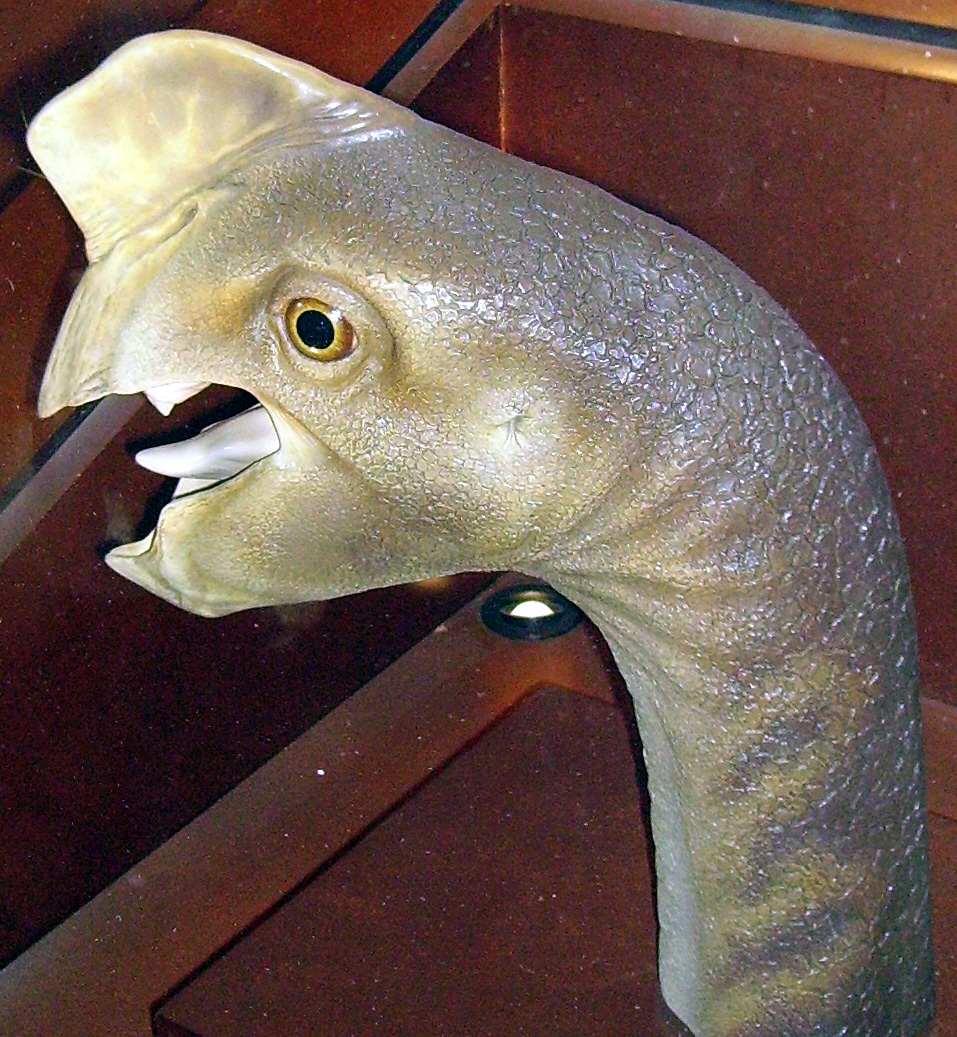
Kopfrekonstruktion von Citipati sp. im Natural History Museum in London.

Das Holotyp-Material (Katalognummer IGM 100/978) ist ein unvollständiges Skelett mit einem ungewöhnlich gut erhaltenen Schädel, das von einer Expedition des American Museum of Natural History und der Mongolian Academy of Sciences in Ukhaa Tolgod entdeckt wurde. Der Fund wurde 2001 als Citipati erstbeschrieben, zusammen mit dem Oviraptoriden Khaan. Bereits 1993 ist ein Nest entdeckt worden, das Eier und einen fossilen Embryo enthielt (Katalognummer IGM 100/971), der 2001 Citipati zugeordnet werden konnte. 1993 wurde ein Teilskelett entdeckt (Katalognummer IGM 100/979), das in einer Brutposition über einem Nest gefunden wurde. Dieses in der Populärpresse als „Big Mama“ bekannt gewordene Fossil galt anfangs als ein Exemplar von Oviraptor, bis es von Clark et al. im Jahr 2001 Citipati zugeschrieben wurde. Ein weiteres brütendes Exemplar (Katalognummer IGM 100/1004) wurde 1995 entdeckt und ist als „Big Auntie“ bekannt.
Ein anderes vollständiges Skelett mit Schädel (Katalognummer IGM 100/42) wurde in der Djadochta-Formation von Zamyn Khondt (auch Dzamin Khong geschrieben) entdeckt und wird oft als Citipati sp. oder als „Zamyn-Khondt-Oviraptoride“ bezeichnet. Bei diesem noch unbenannten Fund könnte es sich um eine weitere Citipati-Art oder um eine neue Gattung handeln. Ursprünglich schrieb Barsbold den Fund im Jahr 1981 Oviraptor zu. Da dieses Skelett jedoch wesentlich vollständiger als das Typmaterial von Oviraptor war, bildete es die Grundlage für wissenschaftliche Studien und populäre Darstellungen von Oviraptor.
Spätere Studien zeigten Unterschiede zwischen Oviraptor und dem „Zamyn-Khondt-Oviraptoriden“, z. B. in der Länge des Schädels und der Ober- und Unterkiefer. Ähnlichkeiten des Zwischenkieferbeins (Prämaxillare) und der Nasenregion lassen darauf schließen, dass dieses Tier näher mit Citipati als mit Oviraptor verwandt war.

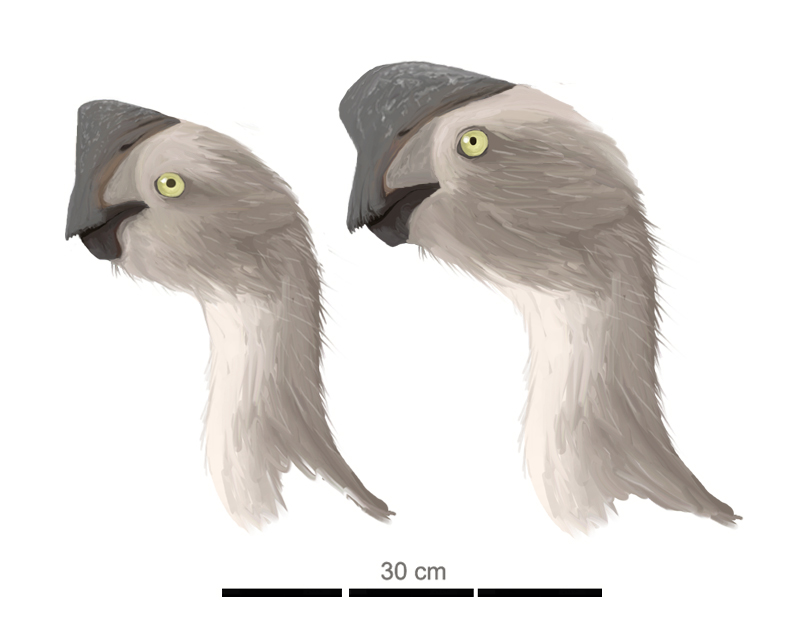
Vergleich zwischen Citipati osmolskae und Citipati sp.

Der Name Citipati leitet sich aus den Sanskrit-Wörtern citi – „Scheiterhaufen“ und pati – „Lord“ ab. In der tibetischen Buddhisten-Folklore waren Citipati zwei Mönche, die, in tiefen meditativen Trance versunken, von einem Dieb enthauptet wurden. Die Citipati werden häufig als tanzende, von Flammen umgebene Skelette dargestellt – daher wurde der Name für die gut erhaltenen Oviraptoriden-Skelette verwendet. Das Artepitheth osmolskae ehrt die polnische Paläontologin Halszka Osmólska (1930–2008), welche sich intensiv mit Oviraptoriden und anderen mongolischen Theropoden beschäftigt hat.

## Merkmale
Citipati war mit einer Länge von bis zu 3 Metern ein großer Oviraptorosaurier mit einem auffälligen Schädelkamm. Er unterschied sich von allen anderen bekannten Oviraptoriden in einer Reihe von Schädelmerkmalen; so waren beispielsweise die Nasenöffnungen groß und tränenförmig. Von Oviraptor unterschied sich Citipati vor allem durch den kürzeren Schädel.

### Nester, Eier und Embryos
Im Jahr 1995 wurde erstmals über einen Fund berichtet, der einen Oviraptoriden brütend über einem Nest zeigt. Dieses mit dem Spitznamen „Big Mama“ bekannt gewordene Fossil wurde 1999 beschrieben und 2001 der Gattung Citipati zugeschrieben. Ein weiteres brütendes Exemplar ist als „Big Auntie“ bekannt. Diese Exemplare lagen bei ihrer Entdeckung auf Nesthügeln, wobei die Gliedmaßen ausgebreitet waren und jede Seite des Nests bedeckten. Diese Bruthaltung ist ansonsten lediglich bei heutigen Vögeln bekannt, was als weiterer Beweis für die Verwandtschaft von Vögeln und Theropoden angesehen wird. Auch weist die Bruthaltung auf gefiederte Arme hin.

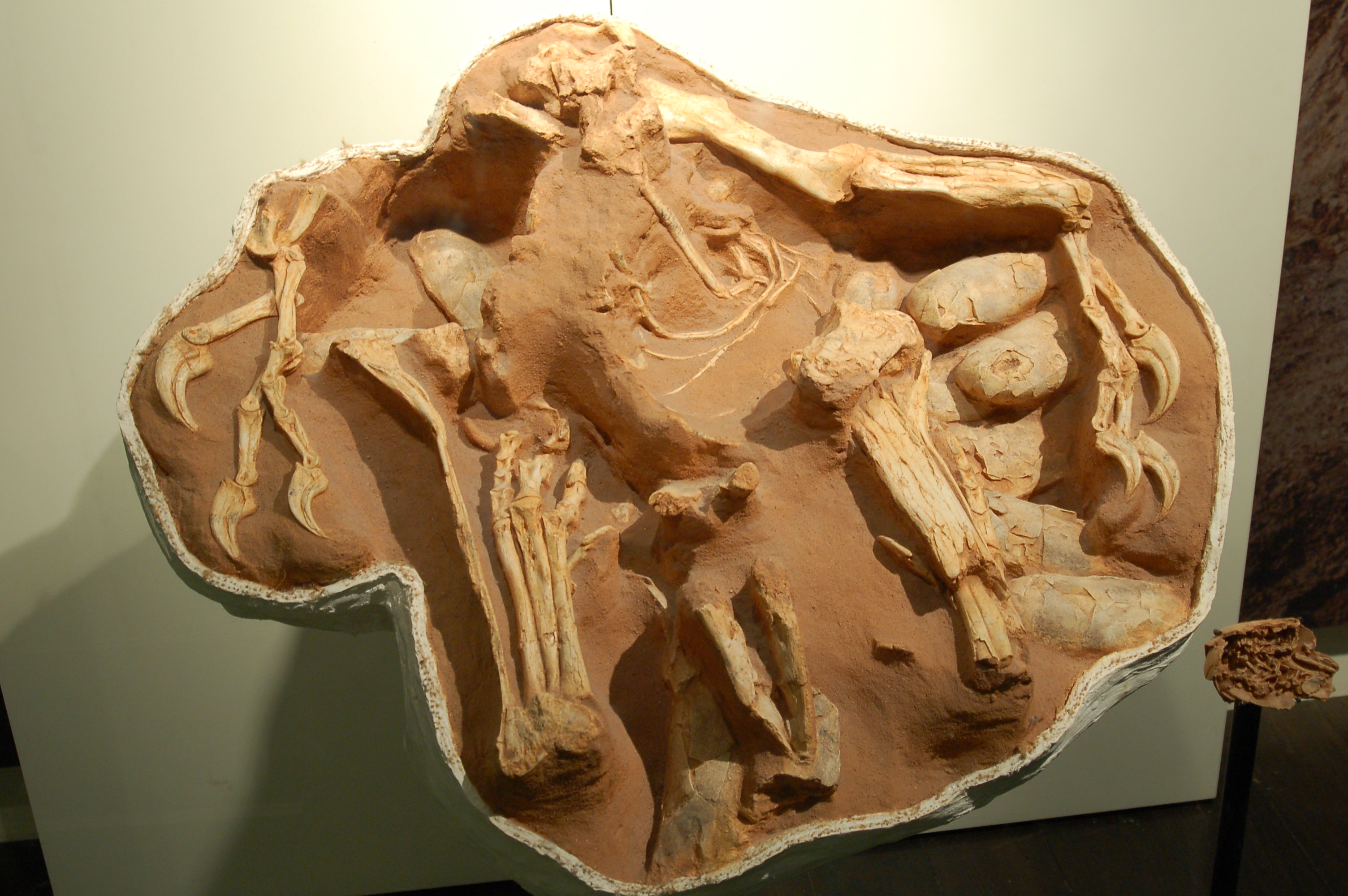
Ein nistendes Exemplar von Citipati osmolskae im American Museum of Natural History

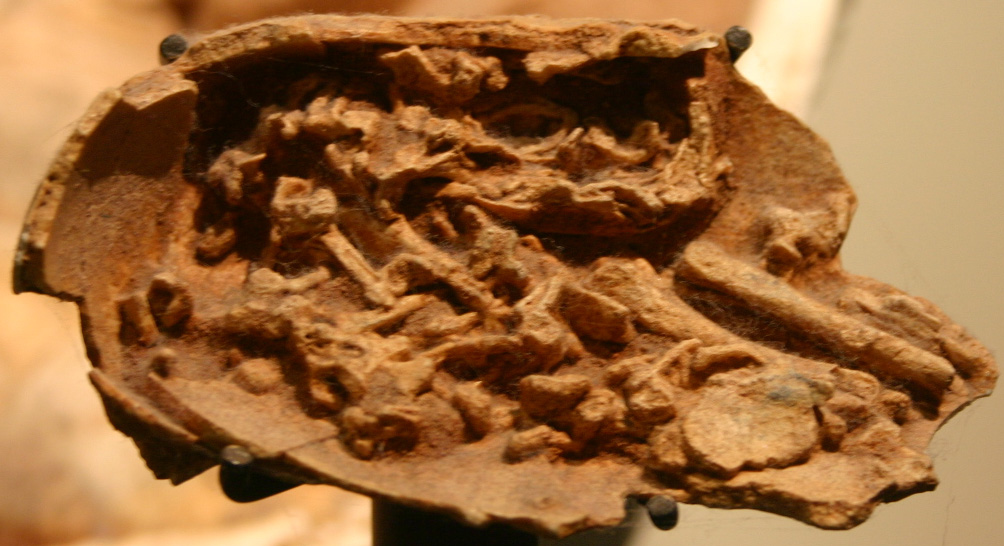
Ein Ei von Citipati osmolskae mit Embryo im American Museum of Natural History

Obwohl fossile Dinosauriereier selten sind, sind Oviraptoriden-Eier und insbesondere Citipati-Eier relativ gut bekannt. Neben den Skeletten, die in Verbindung mit Nestern gefunden wurden, wurden dutzende isolierter Oviraptoriden-Nester in der Wüste Gobi entdeckt. Die Eier werden dem Ootaxon Elongatoolithidae zugeschrieben; es handelt sich um verlängerte Ovale, die in ihrer Musterung und Schalenstruktur den Eiern rezenter Laufvögel ähneln. Ein komplettes Nest dürfte etwa 22 Eier umfasst haben, die in bis zu drei Schichten in konzentrischen Kreisen angeordnet waren. Mit einer Größe von 18 Zentimetern sind Citipati-Eier die größten Eier, die definitiv Oviraptoriden zugeordnet werden können; Eier, die mit Oviraptor in Verbindung gebracht werden, sind lediglich 14 Zentimeter lang.
Ironischerweise war es gerade die Verbindung mit Eiern, der Oviraptoriden ihren Namen verdanken, welcher so viel wie „Eierdiebe“ bedeutet: Das erste Oviraptoriden-Skelett, das entdeckt wurde, war das auf einem Nisthügel mit Eiern sitzende Skelett eines Oviraptor. Anfangs wurden die Eier dem Ceratopsia Protoceratops zugeordnet, und man ging davon aus, dass Oviraptor die Eier des Protoceratops fraß. Erst 1993, als ein Citipati-Embryo innerhalb eines Eis gefunden wurde, konnte der Fehler korrigiert werden. Norell et al., die den Embryo als einen Oviraptoriden identifizierten, schrieben ihn 2001 der Gattung Citipati zu – basierend auf der vertikalen Ausrichtung des Zwischenkieferbeins (Prämaxillare), ein Merkmal, das nur von Citipati bekannt ist. Das Ei, welches den Embryo enthielt, war mit 12 Zentimetern kleiner als die meisten anderen bekannten Citipati-Eier – eine genaue Größenschätzung ist jedoch schwierig, da es teilweise erodiert und in drei Teile zerbrochen ist. Ansonsten war das Ei mit dem Embryo in der Schalenstruktur identisch mit anderen Oviraptoriden-Eiern. Es gehörte zu einem isoliert gefundenen Nest, das wie andere Oviraptoriden-Nester kreisförmig angeordnete Eier aufwies. Zwei unbestimmte Theropoden-Schädel wurden in Verbindung mit dem Nest gefunden.